# فريدي ناصر
فريدي ناصر (بالإسبانية: Fredy Nasser)‏ هو شخصية أعمال هندوراسي، ولد في 4 يونيو 1956 في تيغوسيغالبا في هندوراس.